# Alcabón
Alcabón è un comune spagnolo di 720 abitanti situato nella comunità autonoma di Castiglia-La Mancia.